# Канайоло

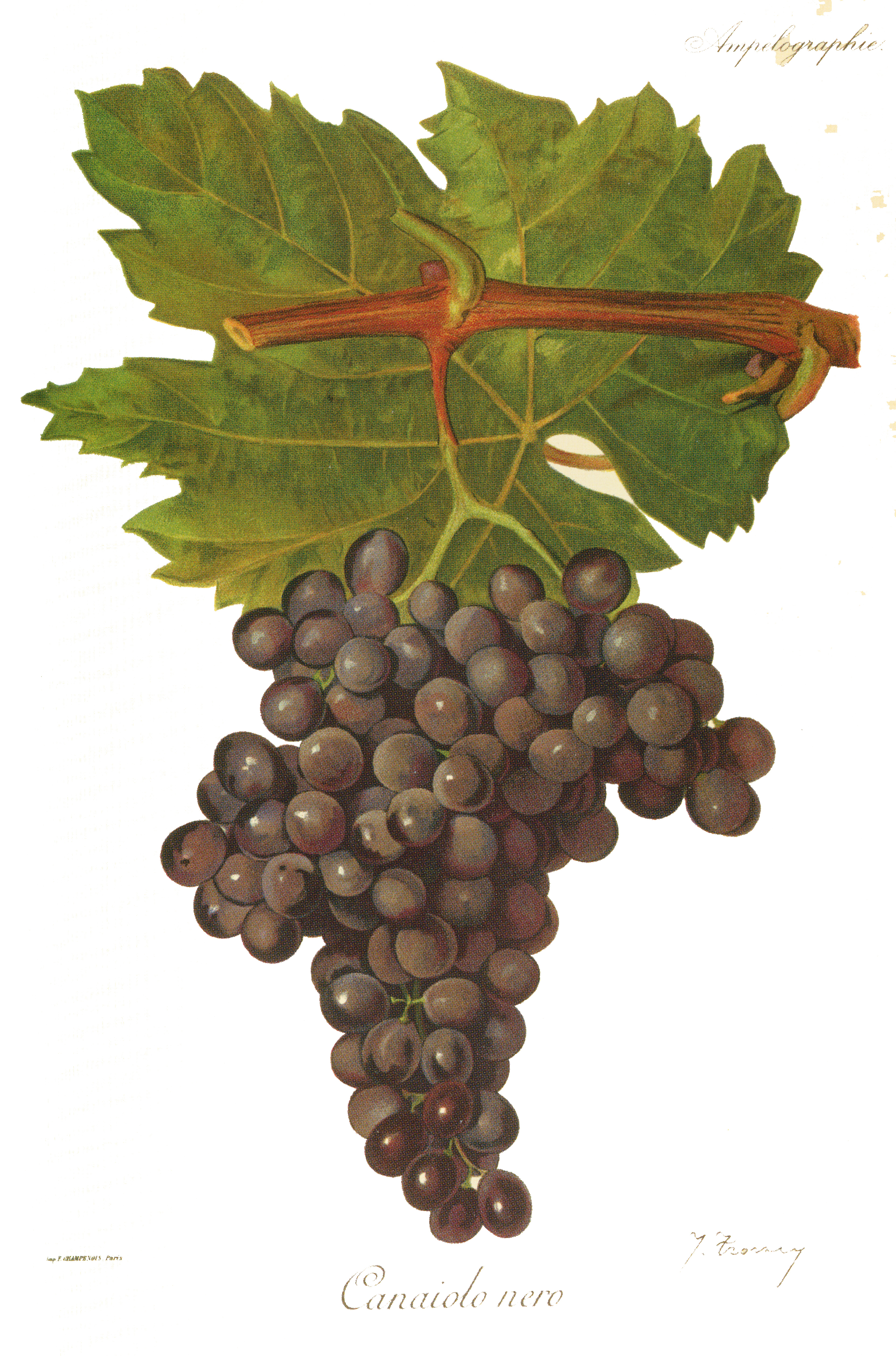
Канайоло

Канайоло (італ. Canaiolo) або Канайоло неро — сорт червоного винограду, культивується у Лаціо, Марке та Сардинії, здебільшого у регіоні Тоскана. Раніше був широко розповсюджений в Італії, мав важливе значення у виробництві к'янті, але сильно постраждав від епідемії філоксери у XIX сторіччі. Зараз зазвичай використовується у блендах з санджовезе, зокрема у виробництві к'янті. Також Канайоло використовують для виробництва Віно Нобіле ді Монтепульчано (італ. Vino Nobile di Montepulciano). Моносортові вина з канайоло майже не виробляють, оскільки сорт має невиразний смак та аромат. Ягоди мають важливу властивість висихати не піддаючись гниттю. Ця властивість мала велике значення у часи, коли не було сучасного обладнання для виробництва вина. У прохолодному кліматі Тоскани бродіння сусла могло зупинитися. Відновлювали його додаванням висушеного винограду Канайоло, у якому вміст цукрів був підвищений і бродіння починалося з підвищеною силою. Така методика відіграла велику роль у формуванні вина к'янті.